# Giana Sisters: Dream Runners
Giana Sisters: Dream Runners ist der Nachfolger des Jump-’n’-Run-Spiels Giana Sisters: Twisted Dreams. Es wurde von Black Forest Games entwickelt und am 27. August 2015 von der EuroVideo Medien GmbH veröffentlicht. Angekündigt wurde das Spiel im März 2015. Der Soundtrack wurde vom Komponisten Chris Hülsbeck und der schwedischen Band Machinae Supremacy erstellt.

## Spielprinzip
In dem kompetitiven Spiel treten bis zu vier Spieler auf neun verschiedenen Karten gegeneinander an. Ziel des Spiels ist es, am schnellsten durch einen Jump-’n’-Run-Parcours zu navigieren und als Erster das Ziel zu erreichen. Dabei können die Mitspieler mit Power-Ups ausgeschaltet werden. Die Karten sind mit Fallen und Hindernissen gespickt.

## Entwicklung
Bereits im August 2014 wurde bekannt, dass Black Forest Games, die zuvor Dieselstörmers veröffentlicht hatten, an einem Nachfolger zu Twisted Dreams arbeiten. Im März 2015 kündigte man das Multiplayer-Spiel mit dem Titel Giana Sisters: Dream Runners schließlich für Sommer 2015 an.

## Rezeption
Das Spiel erhielt überwiegend negative Kritiken. Gameswelt kritisiert, dass das Spiel wenig Abwechslung bietet und kommt zu dem Schluss, dass selbst für 10 € zu teuer sei.

„Durch die fehlende Abwechslung verkommen die Giana Sisters zu langweiligen Traumläufern.“

Der Spieleratgeber-NRW bezeichnet Giana Sisters: Dream Runners als einen Klon des Indietitels SpeedRunners. Dream Runners habe zwar im Vergleich zur Vorlage eine ordentliche Grafik, spiele sich aber bei weitem nicht so flüssig und facettenreich wie das Original.